# Emil Zimmler
Emil Zimmler (14. listopadu 1863 Nymburk – 31. prosince 1950 Nymburk) byl český stavební inženýr a vysokoškolský pedagog, který se zabýval především vodními a kanalizačními stavbami.

## Život

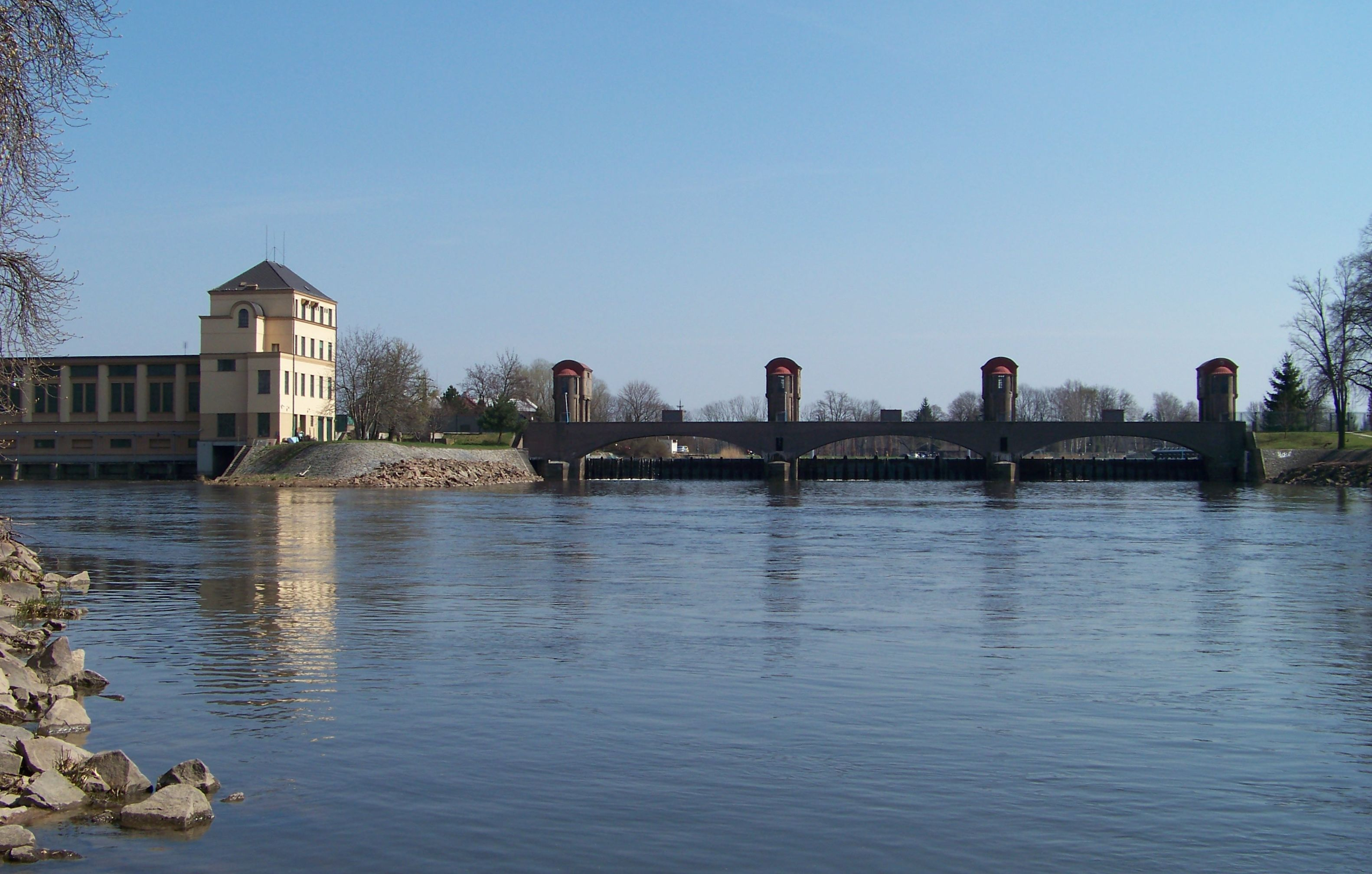
Vodní elektrárna v Nymburce

Narodil se do rodiny váženého nymburského měšťana, zeměměřiče Antonína Zimmlera a jeho manželky Emilie, dcery krupaře Antonína Schreuera. Pokřtěn byl jmény Emilius Antonín Karel Veliký.
Absolvoval vyšší reálku v Praze a posléze pražskou techniku, roku 1886 pak vstoupil do státní stavební služby. Pracoval mj. na projektu rekonstrukci řetězového mostu přes Labe v Poděbradech či na projektech v Teplicích a řadě dalších měst v českých zemích. Po krátkém pobytu na rakousko-uherském ministerstvu vnitra ve Vídni se vrátil roku 1903 do Prahy, kde se stal členem nově zřízené kanceláře kanalizační komise jako zástupce ředitele a brzy nato jmenován technickým šéfem expositury vodocestného ředitelství v Praze, kterému byla svěřena úprava a kanalizace středního toku Labe a horního toku Vltavy. V rámci této činnosti se mj. podílel na stavbě labské vodní elektrárny v jeho rodném Nymburce.

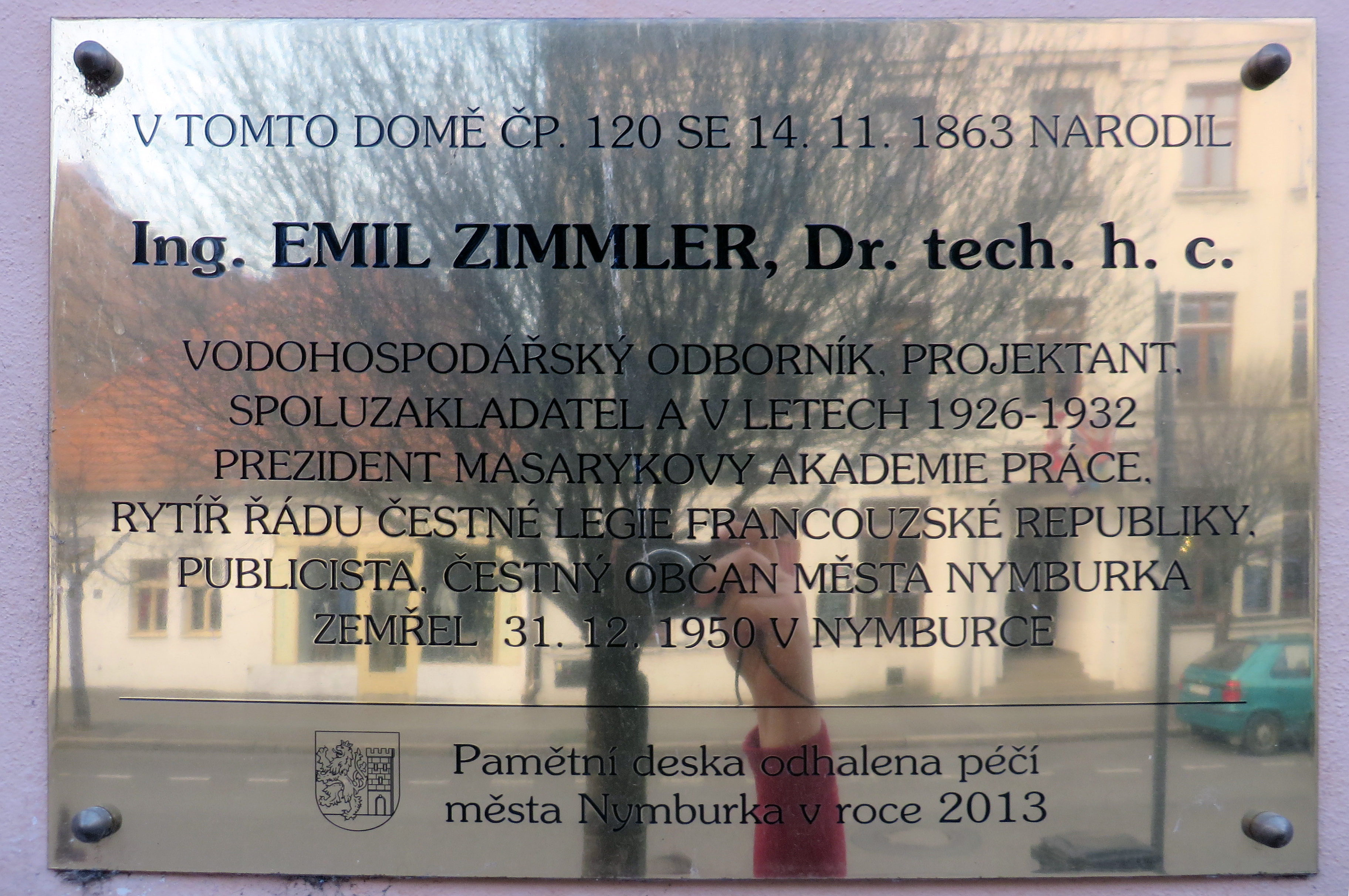
Pamětní deska na rodném domě v Nymburce odhalená roku 2013

Po vzniku Československa na sklonku roku 1918 se roku 1920 podílel na založení tzv. Masarykovy akademie práce, podílel se na přípravných pracích a byl zvolen předsedou ústředního výboru ústavu. Hojně publikoval v odborných časopisech. 
Emil Zimmler zemřel 31. prosince 1950 v Nymburce ve věku 87 let. 
Roku 2013 byla na jeho na rodném domě v Nymburce odhalena pamětní deska. 